# Giulio Cadeo
Giulio Cadeo (Varese, 11 maggio 1963) è un allenatore di pallacanestro italiano.

## Carriera
Cresciuto nella Mobilgirgi, negli anni ottanta, dopo aver portato nel 1997 alla promozione in serie C2 l'A.S. Basket Valceresio di Arcisate (suo comune di residenza) di cui era responsabile del settore giovanile e rimastovi fino al 2000 dopo aver vinto diversi titoli giovanili provinciali, diviene nel 2001 allenatore delle squadre giovanili della Pallacanestro Varese, per poi passare a dirigere la prima squadra nel massimo campionato nel 2004.
Nell'ottobre 2008, responsabile tecnico del vivaio oltre a capoallenatore della prima squadra di serie B Dilettanti della ABC Castelfiorentino, è stato nominato assistente di Walter De Raffaele, al progetto della Nazionale Under 22 Maschile. 
Nell'estate 2009 passa alla guida dell'ASD Ruvo di Puglia Basket, formazione di B dilettanti ripescata alla fine di luglio in A dilettanti e partecipante quindi al terzo campionato nazionale. Il disfacimento della ASD Ruvo di Puglia Basket porta Cadeo a diventare allenatore della nuova società Basket Nord Barese Corato nata dalle ceneri della squadra bianco-azzurra.